# Chelsea Hammond
Chelsea Hammond, jamajška atletinja, * 2. avgust 1982, New York, ZDA.
Nastopila je na poletnih olimpijskih igrah leta 2008, kjer je dosegla uspeh kariere z osvojitvijo bronaste medalje v skoku v daljino.